# كارلوس جارا ساغوير
كارلوس جارا ساغوير (بالإسبانية: Carlos Jara Saguier) هو مدرب كرة قدم ولاعب كرة قدم باراغواياني في مركز الوسط، ولد في 1 نوفمبر 1950 في أسونسيون في باراغواي. شارك مع منتخب باراغواي لكرة القدم. أما مع النوادي، فقد لعب مع سيرو بورتينيو وكروز آزول ونادي ليبرتاد.

## وصلات خارجية
- كارلوس جارا ساغوير على موقع الاتحاد الدولي (مؤرشف)  (الإنجليزية)
- كارلوس جارا ساغوير على موقع قاعدة بيانات كرة القدم.إي يو (الإنجليزية)
- كارلوس جارا ساغوير على موقع ناشيونال فوتبول تيمز (الإنجليزية)
- كارلوس جارا ساغوير على موقع Soccerway.com (الإنجليزية)
- كارلوس جارا ساغوير على موقع عالم كرة القدم.نت (الإنجليزية)
- كارلوس جارا ساغوير على موقع أوليمبيديا (الإنجليزية)